# Corticarina brasiliensis
Corticarina brasiliensis es una especie de coleóptero de la familia Latridiidae.

## Distribución geográfica
Habita en Panamá.